# Jēkabs Nākums
Jēkabs Nākums, né le 4 février 1972 à Priekulė en RSS de Lettonie, est un biathlète letton.

## Biographie
Jēkabs Nakums est pompier de profession et vit à Cēsis. Il commence le biathlon au niveau international aux Championnats du monde 1993. Il marque ses premiers points en Coupe du monde cette même année à Kontiolahti (16e) et obtient son premier top dix en 1995 à Ruhpolding.
Il est cinquième du sprint des Jeux olympiques de Nagano en 1998, un an après avoir obtenu le même résultat aux Championnats du monde d'Osrblie. En Coupe du monde, il est auteur de deux quatrièmes places en 1998 et 2000. Il est aussi champion d'Europe de sprint en 1998.
En 2002, il participe aux Jeux olympiques de Salt Lake City. Il met un terme à sa carrière en 2004.
Il devient un des entraîneurs de l'équipe nationale.

## Palmarès

### Jeux olympiques
| Épreuve / Édition                   | Individuel | Sprint | Poursuite                        | Départ en masse                  | Relais |
| Jeux olympiques 1998 Nagano         | 37e        | 5e     | Épreuve inexistante à cette date | Épreuve inexistante à cette date | 6e     |
| Jeux olympiques 2002 Salt Lake City | 35e        | 52e    | 54e                              | Épreuve inexistante à cette date | 17e    |

Légende :
- — : pas de participation à l'épreuve
- : pas d'épreuve

### Championnats du monde
| Épreuve / Édition                 | individuel                       | Sprint                           | Poursuite                        | Départ en masse                  | Relais                           | Course par équipes               |
| Mondiaux 1993 Borovets            | 78e                              | 75e                              | Épreuve inexistante à cette date | Épreuve inexistante à cette date | 18e                              | -                                |
| Mondiaux 1995 Antholz Anterselva  | -                                | -                                | Épreuve inexistante à cette date | Épreuve inexistante à cette date | 12e                              | 7e                               |
| Mondiaux 1996 Ruhpolding          | -                                | -                                | Épreuve inexistante à cette date | Épreuve inexistante à cette date | 11e                              | —                                |
| Mondiaux 1997 Osrblie             | -                                | 5e                               | 31e                              | Épreuve inexistante à cette date | 12e                              | 12e                              |
| Mondiaux 1998 Pokljuka Hochfilzen | Épreuve inexistante à cette date | Épreuve inexistante à cette date | 34e                              | Épreuve inexistante à cette date | Épreuve inexistante à cette date | 8e                               |
| Mondiaux 1999 Kontiolahti Oslo    | 47e                              | 10e                              | 34e                              | -                                | 5e                               | Épreuve inexistante à cette date |
| Mondiaux 2000 Oslo Lahti          | 28e                              | 38e                              | 41e                              | 16e                              | 6e                               | Épreuve inexistante à cette date |
| Mondiaux 2001 Pokljuka            | -                                | 72e                              | -                                | -                                | 9e                               | Épreuve inexistante à cette date |
| Mondiaux 2003 Khanty-Mansiysk     | 34e                              | 79e                              | -                                | -                                | 12e                              | Épreuve inexistante à cette date |
| Mondiaux 2004 Oberhof             | 65e                              | -                                | -                                | -                                | -                                | Épreuve inexistante à cette date |

### Coupe du monde
- Meilleur classement général : 26e en 2000.
- Meilleur résultat individuel : 4e

### Championnats d'Europe
- Médaille d'or du sprint en 1998.
- Médaille de bronze du relais en 2002.

### Championnats du monde de biathlon d'été
- Médaille d'argent du relais en 1999, 2000 et 2001 (cross).